# Wysoczyzna Czerwieńska
Wysoczyzna Czerwieńska (315.73) – mały mezoregion fizycznogeograficzny w zachodniej Polsce, stanowiący środkową część Wzniesień Zielonogórskich. Region graniczy od północy z Doliną Środkowej Odry, od zachodu z Doliną Dolnego Bobru, od południa z Wałem Zielonogórskim a od wschodu z Kotliną Kargowską. Wysoczyzna Czerwieńska leży w całości w obrębie woj. lubuskiego i bierze swą nazwę od miasta Czerwieńsk.
Mezoregion jest wysoczyzną o wysokościach do 134 m n.p.m., wznoszącą się ponad otaczające ją doliny. Występują tu lesiste pagóry kemowe i morenowe, ukształtowane w epoce maksymalnego zasięgu zlodowacenia bałtyckiego. Głównym kompleksem leśnym w obrębie regionu jest Puszcza Zielonogórska.
Jedynym ośrodkiem miejskim jest Czerwieńsk. Na Wysoczyźnie Czerwieńskiej leży także część północnych dzielnic Zielonej Góry oraz wieś Dąbie.